# يوتارو ماسودا
يوتارو ماسودا (باليابانية: 桝田 雄太郎) (27 مارس 1985 في سويتا في اليابان – )؛ هو لاعب كرة قدم ياباني سابق كان يلعب كمدافع.

## وصلات خارجية
- يوتارو ماسودا على موقع رابطة كرة القدم اليابانية للمحترفين (اليابانية)